# Józef Grad-Soniński
Józef Grad-Soniński vel Józef Grad, ps. Zbigniew Soniński (ur. 22 lutego 1891 w Soninie, zm. 20 stycznia 1966 w Londynie) – podpułkownik kawalerii Wojska Polskiego, działacz niepodległościowy, kawaler Orderu Virtuti Militari.

## Życiorys
Urodził się 22 lutego 1891 w Soninie, w ówczesnym powiecie łańcuckim Królestwa Galicji i Lodomerii, w rodzinie Józefa i Anieli z Kuźniarów. W 1902 rozpoczął naukę w c. k. Wyższym Gimnazjum w Rzeszowie, a od 1904 kontynuował ją w nowo otwartym c. k. II Gimnazjum w Rzeszowie. 28 czerwca 1911 zakończył naukę w klasie ósmej ze zdanym egzaminem dojrzałości. Następnie przez dwa lata studiował na Wydziale Inżynierii Wodnej c. k. Szkoły Politechnicznej we Lwowie. W tym czasie został członkiem Związku Walki Czynnej, a następnie Związku Strzeleckiego. W październiku 1913 został powołany do służby wojskowej w cesarskiej i królewskiej Armii, w charakterze jednorocznego ochotnika. Służbę odbywał w 2 pułku artylerii fortecznej w Krakowie. W marcu 1914 został urlopowany na rok w związku z ciężką chorobą płuc. Latem tego roku odbywał praktykę w szybie naftowym Długosz w Borysławiu. Po wybuchu I wojny światowej został zmobilizowany do 2 pułku artylerii fortecznej i wysłany na front wschodni. Wziął udział w bojach pod Kraśnikiem i Lublinem oraz walkach odwrotowych pod Kraków. 17 listopada 1917 zdezerterował do Legionów Polskich i przybrał nazwisko Zbigniew Soniński.
W I Brygadzie Legionów Polskich służył w III i II plutonie 2 szwadronu kawalerii Władysława Beliny-Prażmowskiego. 14 lutego 1915 został przeniesiony do II plutonu 1 szwadronu, a 22 listopada 1915 do I plutonu 4 szwadronu. Wyróżnił się w lipcu 1916 w bitwie pod Kostiuchnówką. W 1922 ówczesny pułkownik Janusz Głuchowski jako przedstawiciel Komisji byłych Legionów Polskich sporządził wniosek na jego odznaczenie Orderem Virtuti Miliatri. Uzasadnienie wniosku opracowali 14 marca 1922: rotmistrz Stanisław Królicki i porucznik Władysław Mączewski. Od 5 lutego do 4 kwietnia 1917 był uczniem kawaleryjskiego kursu oficerskiego w Ostrołęce, który ukończył z wynikiem dobrym. Przez ostatnich siedem miesięcy pełnił służbę w 1 pułku ułanów na stanowisku wachmistrza szefa 2 szwadronu. Po kryzysie przysięgowym (lipiec 1917) jako poddany austriacki został wcielony do Polskiego Korpusu Posiłkowego. W rejonie Przemyśla został aresztowany przez Austriaków za przynależność do rad żołnierskich. Po siedmiu tygodniach więzienia i procesie został przydzielony do 8 pułku ułanów w Marosvásárhely, a następnie skierowany do szkoły oficerów rezerwy w Hermannstadt. W lutym 1918 został internowany w Gyulafehérvár, skąd zbigł w kwietniu do Wadowic i ukrywał się jako „chory” w szpitalu wojskowym do rozpadu Austro-Węgier.
4 listopada zgłosił się w Komendzie POW w Przemyślu, a 7 listopada w Krakowie wstąpił do szwadronu kadrowego 1 pułku ułanów pod dowództwem porucznika Antoniego Jabłońskiego. W styczniu 1919, po rozwinięciu szwadronu w dywizjon 1 Brygady Kawalerii, objął dowództwo oddziału karabinów maszynowych. 16 marca 1919 został dowódcą szwadronu karabinów maszynowych nowo powstałego 11 pułku ułanów. 18 marca 1919 jako podoficer byłych Legionów Polskich służący w 1 Brygadzie Kawalerii został mianowany z dniem 1 marca 1919 podporucznikiem kawalerii z równoczesnym przeniesieniem do 11 puł. W szeregach 11 pułku ułanów walczył na wojnie z Ukraińcami, a następnie wojnie z bolszewikami.
Po zakończeniu działań wojennych pozostał w wojsku jako oficer zawodowy i kontynuował służbę w 11 puł. w Ciechanowie. 3 maja 1922 został zweryfikowany w stopniu rotmistrza ze starszeństwem od 1 czerwca 1919 i 231. lokatą w korpusie oficerów jazdy (od 1924 – kawalerii). 18 lutego 1928 prezydent RP nadał mu z dniem 1 stycznia 1928 stopień majora w korpusie oficerów kawalerii i 19. lokatą. W kwietniu tego roku został przesunięty ze stanowiska dowódcy szwadronu na stanowisko dowódcy szwadronu zapasowego 11 puł. W tym samym roku opracował „Zarys historji wojennej 11-go pułku ułanów legionowych”. W lipcu 1929 został przeniesiony do kadry oficerów kawalerii z równoczesnym przeniesieniem służbowym do Departamentu Kawalerii Ministerstwa Spraw Wojskowych w Warszawie na stanowisko kierownika samodzielnego referatu personalnego. Z dniem 1 marca 1931 został przeniesiony do 7 pułku strzelców konnych w Poznaniu na stanowisko zastępcy dowódcy pułku. 14 grudnia 1931 prezydent RP nadał mu stopień podpułkownika z dniem 1 stycznia 1932 i 6. lokatą w korpusie oficerów kawalerii. 13 marca 1933 został przeniesiony do 10 pułku ułanów w Białymstoku na stanowisko zastępcy dowódcy pułku. W 1938 został przeniesiony do Korpusu Ochrony Pogranicza na stanowisko inspektora Środkowej Grupy Szwadronów KOP w Warszawie.
W trakcie kampanii wrześniowej 1939 był dowódcą Ośrodka Zapasowego Wileńskiej Brygady Kawalerii w Nowej Wilejce. We wrześniu 1939 przeszedł na terytorium Republiki Litwskiej, skąd wyjechał do Francji, a w czerwcu 1940 ewakuował się do Wielkiej Brytanii. Został dowódcą samodzielnego szwadronu kawalerii w Obozie Oficerskim nr 2 w Broughton (od 16 października 1940 w Dunfermline). W 1942 został przeniesiony do Armii Polskiej na Wschodzie, w której pełnił służbę na stanowisku komendanta placu w Bagdadzie i Jerozolimie, a później został zastępcą komendanta placu w Rzymie. Po zakończeniu II wojny światowej i demobilizacji pozostał na emigracji w Wielkiej Brytanii. Został awansowany na pułkownika. Zmarł 20 stycznia 1966 w Londynie i został pochowany na cmentarzu Gunnersbury.
Był żonaty, dzieci nie miał.

## Ordery i odznaczenia
- Krzyż Srebrny Orderu Wojskowego Virtuti Militari nr 5442 – 17 maja 1922[41][42][43]
- Krzyż Niepodległości – 20 stycznia 1931 „za pracę w dziele odzyskania niepodległości”[44][45][46][47]
- Krzyż Walecznych po raz pierwszy nr 7263[35][4][48]
- Złoty Krzyż Zasługi – 10 listopada 1928[49][50]
- Medal Pamiątkowy za Wojnę 1918–1921[4]
- Medal Dziesięciolecia Odzyskanej Niepodległości[4]
- Odznaka Pamiątkowa Więźniów Ideowych[51]
- łotewski Medal Pamiątkowy 1918-1928 – 12 grudnia 1929[52]